# Congreso Mundial Menonita
El Congreso Mundial Menonita (en inglés: Mennonite World Conference) es una asociación cristiana evangélica internacional de iglesias menonitas. Su sede se encuentra en Kitchener, Canadá. 

## Historia
La organización fue fundada en el Primer Congreso Mundial Menonita en Basilea, Suiza, en 1925 para celebrar los 400 años del Anabautismo. Desde entonces, este encuentro se realiza cada 5 años y una secretaría permanente asegura el vínculo entre las iglesias. Según un censo de la asociación de iglesias de 2022, tiene 109 asociaciones miembros en 59 países en 10,300 iglesias y 1,47 millones de miembros bautizados.

## Creencias
La Conferencia tiene una confesión de fe  anabautista.

## Organizaciones afiliadas

### GMF
La Global Mission Fellowship (GMF) tiene 71 organizaciones misioneras. 

### GASN
La Red Mundial de Servicio Anabautista (GASN) apoya proyectos de ayuda  humanitaria. 